# Carrer de la Costa
El carrer de la Costa és una via del nucli antic de la ciutat de Badalona, Dalt de la Vila, i una de les més antigues. És característic per la seva urbanització del paviment amb forma de mitja canya o llom de llibre que antigament servia per les aigües i baixar les barques dels pescadors fins a la costa. Durant molts anys va ser el principal nexe d'unió entre el barri antic de la ciutat i el barri de Baix a Mar, actualment barri del Centre. El 2018 se'n va fer una reforma que va renovar-ne el paviment respectant la forma tradicional del carrer.

## Aspecte
És característica la secció de carrer amb forma de mitja canya o de llom de llibre amb totxo a sardinell, que recorda la canalització d'aigües a cel obert. A més, segons els historiadors locals, dita forma servia per baixar les embarcacions dels pescadors quan encara no existia el barri de Baix a Mar.

## Història

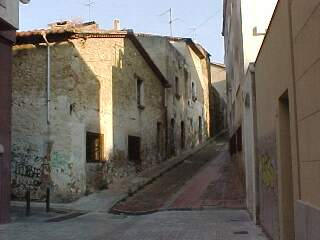
El carrer abans de la reforma.

És un dels carrers més antics de la ciutat i un exemple d'urbanisme costaner català. Antigament era anomenat davallada de la Costa, i popularment era conegut com a costa d'en Real o costa d'en Barriga, en referència al cognom dels propietaris d'algunes cases pairals del carrer.
Se sap que a la segona meitat del segle XVI s'hi celebrava un mercat de caràcter municipal. El 1746 es consolida el seu nom actual quan es fa el primer llistat de carrers del poble i d'aquesta època també data la seva urbanització característica. No obstant això, el paviment de la via es va renovar posteriorment, i el 1882 l'Ajuntament de Badalona el va renovar a causa del seu mal estat per unes rierades.
Fou sempre la via de comunicació de la llavors vila de Badalona amb la costa, i durant molts anys va servir com a nexe d'unió entre Dalt de la Vila i la zona de l'Arenal, on després es va construir el barri del Baix a Mar. Seria la principal via de comunicació entre les dues parts de la vila fins a l'obertura del carrer del Temple el 1888. Trobava la seva continuïtat al carrer del Pinzell, avui dit de Sant Anastasi, després passava per la plaça de la Vila i, finalment, pel carrer de Mar fins a arribar a la costa.

### Reformes

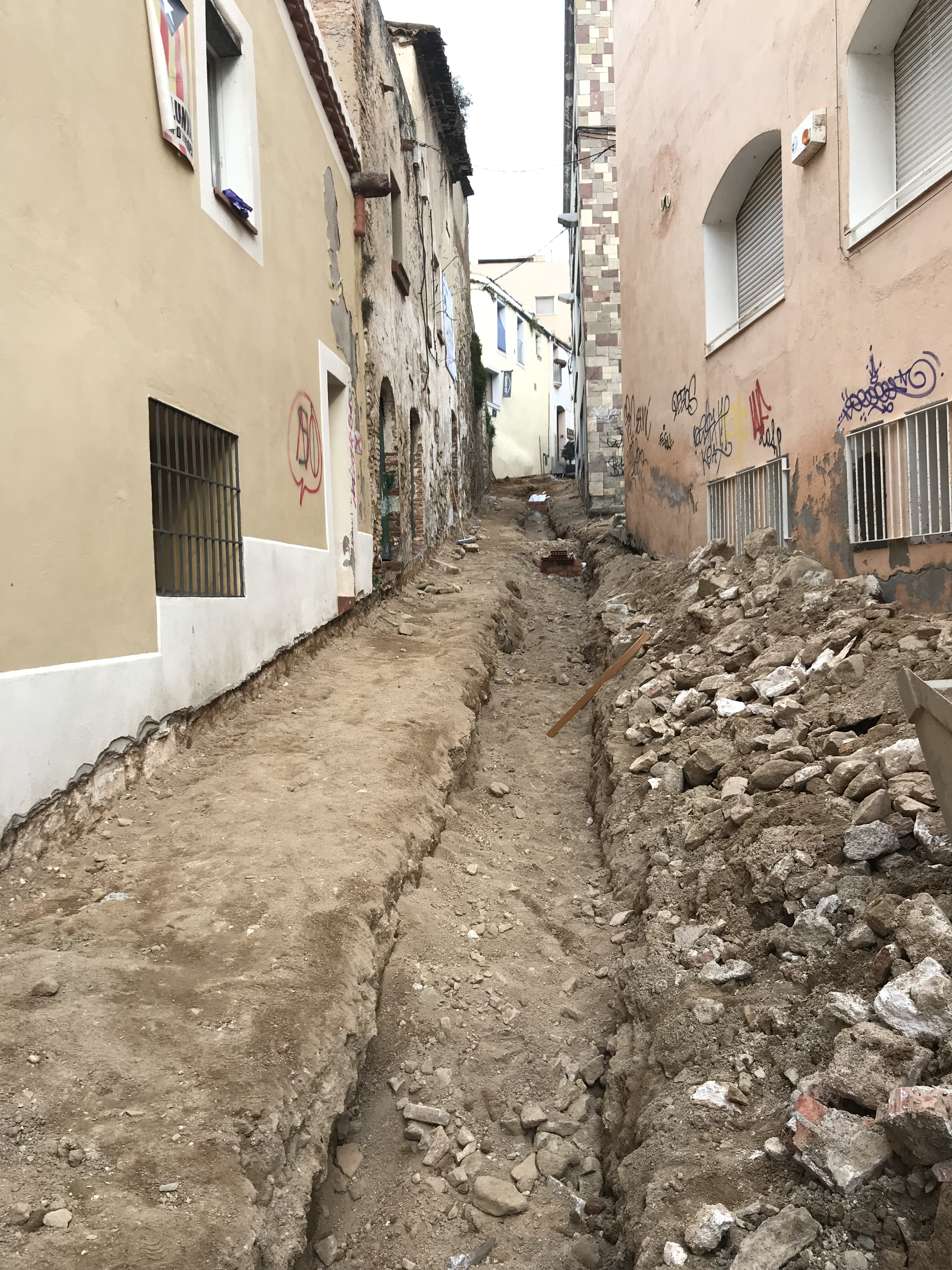
Reforma del carrer l'any 2018.

Des de l'entrada a l'etapa democràtica, els diferents ajuntament han tingut la idea de remodelar-lo, però la majoria no ho van tirar endavant. L'any 1985 es van fer canvis en la seva secció inferior, al costat de la via Augusta, i anys més tard encara es va una nova actuació urbanística que va anivellar totalment aquest part, sense afectar la secció de mitja canya. El 2009, en el marc del Pla E, l'Ajuntament va preveure reformar el carrer eliminant la forma tradicional per un paviment pla, si bé mantenint l'aspecte de les rajoles de totxo, similar al de la plaça de la Constitució, una iniciativa que va ser criticada per historiadors i arquitectes locals, així com per l'associació de veïns de Dalt de la Vila, pel seu caràcter únic i interès històric. Finalment, aquest projecte no va tirar endavant a causa de la manca de comprensió en matèria d'urbanisme històric.
El febrer de 2018 es van iniciar les obres de reforma de la secció antiga del carrer, amb la forma de llom de llibre. El projecte que s'havia aprovat en el mandat anterior amb un conveni amb la Generalitat, però un cop caducat, el govern de Dolors Sabater va decidir assumir el cost de l'obra en solitari, que a més comptà amb el consens dels veïns del barri. Els treballs previstos consistiren en substituir només les llambordes ceràmiques, molt degradades amb el pas dels anys, per unes peces de les mateixes característiques, tot mantenint l'aspecte del carrer potenciant i realçant la seva estructura medieval, mentre que es van conservar les vorades de pedra de Montjuïc. A més, es milloraren els serveis públics, entre ells el clavegueram, una obra molt reclamada pels veïns.